# Ельберг Володимир Олександрович
Володимир Олександрович Ельберг (1890, Катеринослав — 22 червня 1964) — український радянський лікар-терапевт, доктор медичних наук (з 1929 року), професор. Заслужений діяч науки УРСР (з 1960 року).

## Біографія
Народився в 1890 році в місті Катеринославі. У 1914 році закінчив Військово-медичну академію. Був учнем академіка М. Д. Стражеска. У 1929 році захистив докторську дисертацію на тему: «Матеріали до питання обміну холестерину».
У 1939–1941 і 1951–1959 роках завідував кафедрою терапії санітарно-гігієнічного факультету Київського медичного інституту, а в 1945–1948 роках — кафедрою внутрішньої медицини Чернівецького медичного інституту.

Могила Володимира Ельберга

Помер 22 червня 1964року. Похований в Києві на Байковому кладовищі (стара частина).

## Наукова діяльність
Основні наукові праці присвячені дослідженню функціонального стану печінки, клініці і діагностиці ревматизму, мітрального стенозу та його оперативного лікування, тромбоемболій, гіпертонічної хвороби та інше. Наукові праці:
- «Изменение крови у здоровых в связи с условиями питания» // Врачеб. дело. — 1923. — № 18;
- «Перианикальные воспалительные процессы как патогенетический фактор ревматизма» // Врачеб. дело. — 1951. — № 12[2].